# .rw
.rw è il dominio di primo livello nazionale assegnato al Ruanda.
Originariamente amministrato dalla società svizzera NIC Congo - Interpoint SARL, nel maggio 2005 è stata fondata l'organizzazione non-profit Rwanda Information Communication and Technology Association (RICTA) che dal 2012 gestisce il dominio.